# Werkfilm
A werkfilm olyan filmnapló, amely bemutatja egy filmprodukció készítésének fontosabb állomásait és kulcsfiguráit. Felvételeket tartalmaz a forgatásról és interjúkat az alkotókkal, szereplőkkel. A werkfilmet gyakran használják promóciós eszközként, melyet a forgalmazás megkezdése vagy a mozipremier előtt sugároznak a tévében. Rendszerint rákerül a film DVD-kiadására is.